# British Rail Class 444
British Rail Class 444 – typ elektrycznych zespołów trakcyjnych, należący do produkowanej przez koncern Siemens rodziny pociągów Desiro. Inne eksploatowane w Wielkiej Brytanii jednostki z tej samej rodziny oznaczone są jako Class 185, Class 350, Class 360 oraz Class 450.
Obecnie jedynym przewoźnikiem eksploatującym jednostki tego typu jest firma South West Trains, która obsługuje przy ich pomocy swoje najszybsze trasy, m.in. łączące ze sobą największe miasta południowo-zachodniej Anglii, a także główne ośrodki tego regionu z Londynem. Dotychczas dostarczono 45 zestawów i obecnie nie jest planowane powiększenie tej liczby.

## Linki zewnętrzne

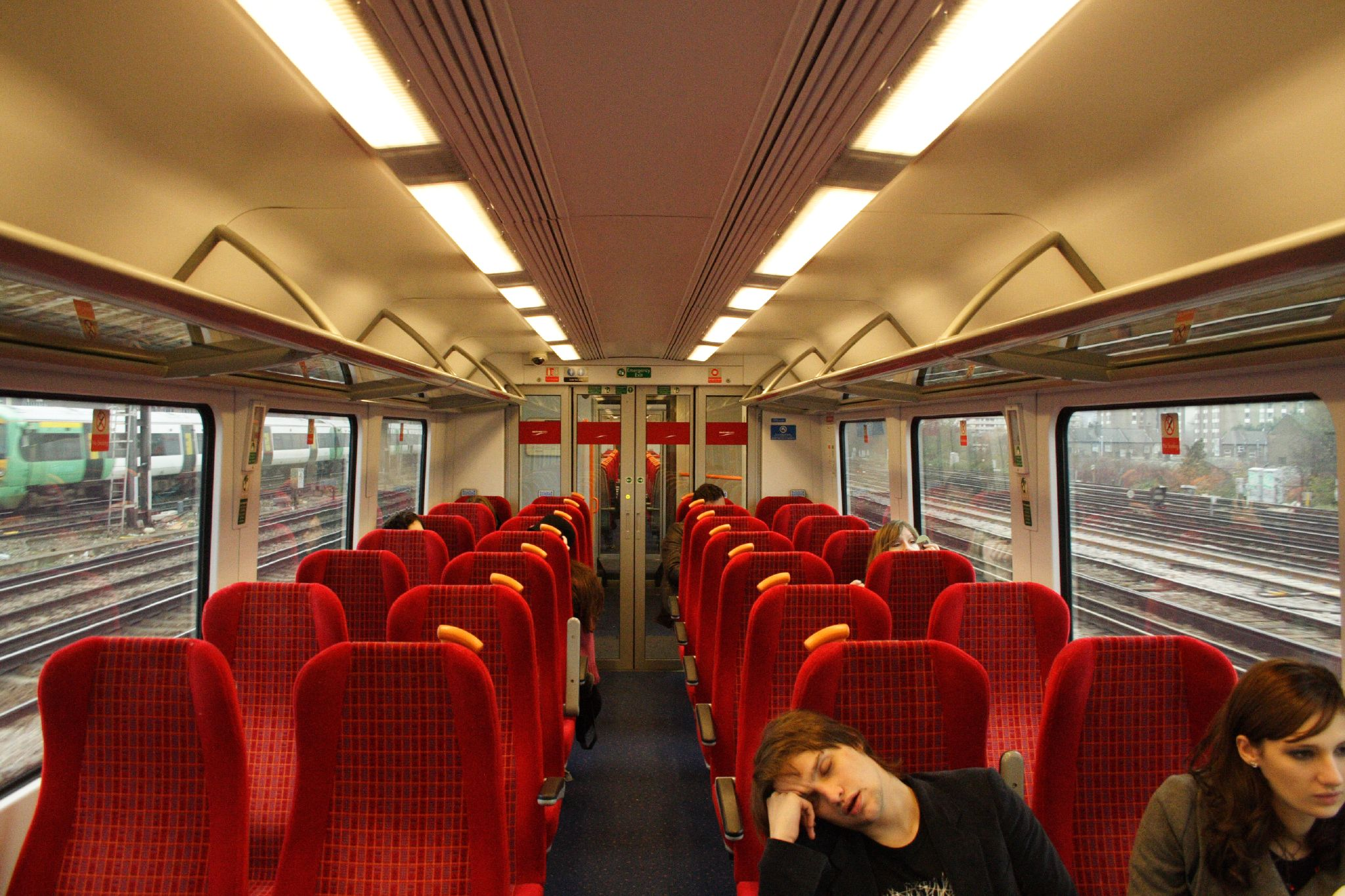
Wnętrze pociągu